# Jan Jambon
Johan (Jan) Martin Jozef Jambon (Genk, 26 april 1960) is een Belgisch conservatief, Vlaams-nationalistisch politicus voor de N-VA, die van 2 oktober 2019 tot 30 september 2024 minister-president van Vlaanderen was. Van 11 oktober 2014 tot 9 december 2018 was Jambon vicepremier en minister van Veiligheid en Binnenlandse Zaken, belast met de Regie der Gebouwen in de regering-Michel I. 
Sinds 2013 is hij burgemeester van Brasschaat.

## Levensloop

### Opleiding en bedrijfsleven
Jambon is afkomstig uit Genk, waar hij studeerde aan het Sint-Jan Berchmanscollege. Aan de Vrije Universiteit Brussel studeerde hij in 1984 af als licentiaat in de informatica. Hij volgde in 1999-2000 nog een Master of Business Administration aan de Universiteit Antwerpen. In 1981 schreef Jambon als toenmalige preses van de Wetenschappelijke Kring hun huidige clublied.
Van 1984 tot 1992 was hij accountmanager bij IBM, waarna Jambon overstapte naar humanresourcesmanagement. Voor SD Worx, een sociaal secretariaat, stuurde hij vervolgens van 1993 tot 1996 als regiodirecteur de verkoop van de Antwerpse regio aan. Voor VUM, uitgever van De Standaard, Het Nieuwsblad en Het Volk reorganiseerde hij vervolgens de klantendienst. Bij Creyf's Interim, een uitzendbureau, kreeg hij tussen 2000 en 2003 de opdracht om als regiodirecteur de omzet van de Antwerpse regio te doen stijgen. Tezelfdertijd was hij regionaal commercieel adviseur bij de Solvus Resource Group, een dienstverlener in Humanresourcesmanagement. Van 2000 tot 2007 was hij eveneens actief in de financiële sector en was hij algemeen directeur van de Bank Card Company, de uitgever van de kredietkaarten VISA en MasterCard. In die jaren bouwde hij goede contacten in het Vlaamse bedrijfsleven op, met Voka en de Vlaamse Management Associatie.

### Engagement in de Vlaamse Beweging
Jan Jambon begon zijn politieke carrière bij de Volksuniejongeren (VUJO) in Limburg en de Volksunie. Van 1985 tot 1988 was hij lid van het hoofdbestuur van de nationale Volksuniejongeren en hoofdredacteur van het maandblad WIJ-Jongeren. Hij behoorde in de partij tot de rechtervleugel. Hun standpunt over de plaatsing van kernwapens stond haaks op het officiële VU-partijstandpunt. Jambon liet die partij in 1988 achter zich, toen er van de zogenaamde Derde Fase van de derde staatshervorming, België omvormen tot een volwaardige federale staat, niets in huis kwam. Ook de verruimingsoperatie onder leiding van Hugo Schiltz en Jaak Gabriëls bleek voor hem moeilijk te verteren, evenals de verkiezing van de links-liberale volksvertegenwoordiger Herman Lauwers, nationaal voorzitter Scouts VVKSM, uit Brasschaat.

#### Vlaams Blok?
Eind jaren 1980 verliet Jambon samen met Luc Sevenhans en Walter Maes de Volksunie. Na de breuk zouden Jambon en Sevenhans op aanraden van Gerolf Annemans de Vlaams Blok-afdeling van Brasschaat hebben opgericht. Jambon zou daarna actief in die nieuwe afdeling zijn gebleven, zij het achter de schermen omdat hij zijn professionele loopbaan niet in het gedrang wilde brengen. Ook Vlaams Blok-boegbeeld Filip Dewinter zou daarbij betrokken zijn geweest. Die kon niet bevestigen of Jambon ook effectief lid werd van de partij. Annemans sprak getuigenissen van Sevenhans en Dewinter hierover echter tegen en beweerde Jambon nooit in de afdeling te hebben gezien. Jambon ontkent deze gegevens zelf ook. Sevenhans bleef echter bij zijn verhaal.

#### Vlaamse Volksbeweging
Samen met Peter De Roover werd hij actief in de Vlaamse Volksbeweging en was van 1989 tot 2006 algemeen secretaris van de VVB. Onder De Roover koos de VVB resoluut voor Vlaamse onafhankelijkheid, werd de Europese Unie een thema, met kritiek op het Verdrag van Maastricht en de oproep om de Europese Unie om te vormen tot een Europa van de regio's,  en verschoof de aandacht naar Vlaams-Brabant, met de strijd tegen de verfransing van de Vlaamse Rand.
Halfweg de jaren 1990 wierp Jambon zich samen met De Roover in de strijd om het politieke karakter van de jaarlijkse IJzerbedevaart in Diksmuide te beïnvloeden. Hij richtte in 1995, onder meer met Lieven Van Gerven, toen voorzitter van het Davidsfonds, het IJzerbedevaardersforum op. Dit forum stierf een stille dood in 1996 nadat de veel radicalere Werkgroep Radicalisering IJzerbedevaart, bestaande uit onder andere Voorpost, VNJ, NSV, daarna de huidige IJzerwake in Steenstrate en Ieper opstartte.
In 1992 schreef Jan Jambon samen met Peter De Roover het boek Vlaanderen staat in Europa en werd hij lid van de onafhankelijkheidsdenktank In de Warande.
Vanaf 1992 was hij jarenlang voorzitter van het Overlegcentrum van Vlaamse Verenigingen en tevens nationaal bestuurslid van de Vlaamse Volksbeweging, waar hij in oktober 1998 verkozen werd tot penningmeester en nadien politiek en administratief secretaris werd. Vanaf 1991 was hij ook bestuurslid van het Algemeen Nederlands Zangverbond.

### Politieke carrière
Op 18 februari 2006 nam Jambon afscheid bij de Vlaamse Volksbeweging, om zich langs partijpolitieke weg via de Nieuw-Vlaamse Alliantie in te zetten voor de splitsing van België.
Op 8 december 2005 richtte Jambon in de Antwerpse gemeente Brasschaat een afdeling van de N-VA op. Bij de gemeenteraadsverkiezingen op 8 oktober 2006 haalde Jambon er 565 voorkeurstemmen en vanaf januari 2007 was hij er schepen van financiën en lokale economie. Hij stelde zich medio maart 2007 in Antwerpen kandidaat op de gemengde lijst van N-VA en CD&V voor de federale parlementsverkiezingen, waarbij hij als eerste opvolger 9.099 voorkeurstemmen behaalde.
Op 28 juni 2007 werd hij parlementslid in de Belgische Kamer van volksvertegenwoordigers, als opvolger van Kris Peeters op de kartellijst CD&V/N-VA. Na de stemming over de splitsing van het kiesarrondissement Brussel-Halle-Vilvoorde op 7 november 2007 verklaarde Jambon dat de N-VA niet in een oranje-blauw noodkabinet stapte, wanneer er geen uitzicht op een staatshervorming was. Na het uiteenvallen van het kartel van CD&V en N-VA in september 2008 werd Jambon voorzitter van de N-VA-fractie in de Kamer, wat hij bleef tot in oktober 2014. Bij de verkiezingen van 13 juni 2010 en verkiezingen van 25 mei 2014 werd hij als respectievelijk lijsttrekker en lijstduwer van de Antwerpse N-VA-Kamerlijst herkozen.
Binnen de muren van het parlement richtte Jambon een 'Diamantclub' op. Jan Jambon werd voorzitter, Willem-Frederik Schiltz van Open Vld en Servais Verherstraeten van CD&V werden ondervoorzitter. Hun bedoeling was de belangen van de diamantsector te behartigen op parlementair niveau. Het was opmerkelijk dat volksvertegenwoordigers zo openlijk opriepen in een ‘informele club’ de belangen van één bedrijfssector te verdedigen.
In 2011 was hij in twintig functies actief, waaronder drie betaalde. Zo was hij bestuurder van VPRTI, de Vereniging Vlaamse Mandatarissen, het Vormingscentrum Lodewijk Dosfel en Jambon NV, lid van het partijbestuur en de partijraad van de N-VA en kernlid van de denkgroep Res Publica, een denkgroep met ideeën over het Vlaams-nationalisme en een republiek. In januari 2012 trad hij toe tot het beschermcomité van de Vlaamse denktank Libera!. Ten slotte werd hij lid van de Marnixring, waarvan hij een tijdlang hoofdbestuurslid was.
Bij de provincieraadsverkiezingen van oktober 2012 was Jambon lijstduwer in het kanton Antwerpen. In de gemeente Brasschaat was hij lijsttrekker, waar de N-VA in 2012 39 procent van de stemmen behaalde. Vervolgens werd hij op 1 januari 2013 burgemeester van de gemeente. Bij de gemeenteraadsverkiezingen van oktober 2018 behaalde de N-VA met 44 procent een absolute meerderheid in de gemeenteraad van Brasschaat, waardoor hij burgemeester kon blijven. Zes jaar later, in oktober 2024, klom de N-VA in Brasschaat naar 46 procent en behield ze haar absolute meerderheid, zodat Jambon in december 2024 aan zijn derde mandaat als burgemeester kon beginnen. Tijdens het uitoefenen van zijn ministeriële ambten werd hij telkens vervangen door een waarnemend burgemeester, eerst was dat van oktober 2014 tot augustus 2018 door Koen Verberck en nadien van augustus 2018 tot december 2018 en van oktober 2019 tot december 2024 door Philip Cools. Sinds februari 2025 is Adinda Van Gerven waarnemend burgemeester.

#### Regering-Michel I
In oktober 2014 werd hij opgenomen in de regering-Michel I, waar hij vicepremier en minister van Veiligheid en Binnenlandse Zaken, belast met Grote Steden en de Regie der Gebouwen werd. Koen Verberck werd dienstdoend burgemeester van Brasschaat, Jambon bleef echter wel titelvoerend burgemeester. Op 21 mei 2015 werd de bevoegdheid van grootstedenbeleid overgedragen aan Elke Sleurs. Als minister van Binnenlandse Zaken nam Jambon na de terroristische aanslagen in Parijs in november 2015 het voortouw in de verstrenging van het Belgische veiligheidsbeleid, waarbij werd ingezet op passagiersscreening op internationale transportwegen, een netwerk van ANPR-camera's om verdachte voertuigen op te sporen en bewaking van gevoelige locaties door militairen. Dit kon echter de aanslagen in Brussel op 22 maart 2016 niet verhinderen, waarop Jambon en minister van Justitie Koen Geens hun ontslag als ministers aanboden om hun politieke verantwoordelijkheid op te nemen, maar dit werd door premier Charles Michel geweigerd.
Met de regeringscrisis rond het VN-migratieverdrag viel de regering-Michel I en kwam op 9 december 2018 een einde aan het ministerieel mandaat van Jambon. Hij werd vervolgens opnieuw Kamerlid en nam zijn rol als burgemeester vanaf 2019 weer op.

#### Minister-president
Bij de federale verkiezingen van mei 2019 was hij N-VA-lijsttrekker in de kieskring Antwerpen. Hij was eveneens de kandidaat-premier voor zijn partij. Jambon werd herkozen in de Kamer met 187.826 voorkeurstemmen en zetelde er tot begin oktober 2019. Op 12 augustus 2019 werd bekend dat hij de onderhandelingen voor de vorming van een nieuwe Vlaamse Regering zou gaan leiden. Jambon nam daarmee de plaats in van zijn partijvoorzitter Bart De Wever, die tijdens de verkiezingscampagne kandidaat-minister-president was, maar zich besloot toe te leggen op de federale onderhandelingen. De regering-Jambon werd uiteindelijk begin oktober gevormd met Jambon als minister-president. Daarnaast werd hij ook bevoegd voor Cultuur, Buitenlands Beleid, Ontwikkelingssamenwerking, ICT en Facilitair Management. 
Als minister-president werd Jambon onder andere geconfronteerd met de coronacrisis, waarbij de Vlaamse regering in een ondergeschikte rol werd gedwongen tegenover de federale regering, die het voortouw nam in de strijd tegen de pandemie, die in het voorjaar van 2022 werd bedwongen. Nadien werd een doorstart van de Vlaamse regering echter verhinderd door oplopende spanningen met coalitiepartner CD&V over de indexering van de kinderbijslag, waardoor Jambon in 2022 zijn Septemberverklaring als Vlaams minister-president met twee dagen moest uitstellen, en het stikstofdecreet dat strengere regels oplegde aan landbouwers. Deze zaken leidden ertoe dat er twijfels rezen over Jambons uitstraling en gezag als Vlaams minister-president en dat hij binnen de Vlaamse Beweging de kritiek kreeg dat hij de Vlamingen niet sterk genoeg kon overtuigen van het streven naar verdere Vlaamse autonomie. Desondanks hadden zijn coalitiepartners lof voor de manier waarop Jambon de Vlaamse regering leidde en boekte zijn regering ook een aantal belangrijke verwezenlijkingen: er werden knopen doorgehakt inzake de bouwshift ter vrijwaring van de open ruimte, de centrale toetsen in het onderwijs werden ingevoerd en daarnaast kwam er een nieuw  inburgeringsdecreet en werd de opkomstplicht bij de lokale verkiezingen afgeschaft.

#### Regering-De Wever
Jambon werd Antwerps lijsttrekker voor N-VA bij de Vlaamse verkiezingen van juni 2024. Hij raakte met 97.780 voorkeurstemmen verkozen in het Vlaams Parlement. Ondanks die hoge score werd zijn mandaat als Vlaams minister-president niet vernieuwd en werd hij eind september 2024 in deze functie opgevolgd door zijn partijgenoot Matthias Diependaele. Jambon zelf werd vervolgens hoofdonderhandelaar voor zijn partij bij de federale regeringsvorming. Na de installatie van de regering-De Wever in februari 2025 verliet hij het Vlaams Parlement om opnieuw federaal vicepremier te worden. Hij combineerde deze functie met de ministerposten Financiën en Pensioenen, waarbij hij eveneens belast werd met Nationale Loterij en de Federale Culturele Instellingen.

### Privé
Jambon is gescheiden. Hij heeft vier kinderen. Zijn zoon Wouter werd preses van het Antwerpse KVHV.